# أندرو بيني
أندرو بيني (بالإنجليزية: Andrew Penny)‏ هو موزع بريطاني، ولد في 4 ديسمبر 1952 في كينغستون أبون هال في المملكة المتحدة.

## وصلات خارجية
- أندرو بيني على موقع ميوزك برينز (الإنجليزية)
- أندرو بيني على موقع أول ميوزيك (الإنجليزية)
- أندرو بيني على موقع ديسكوغز (الإنجليزية)